# 팝플 메일
《팝플 메일》은 니혼 팔콤이 제작한 횡스크롤 액션 롤플레잉 게임이다. 본래 PC-8801 및 PC-9801용으로 제작돼 각각 1991년, 1992년에 출시됐다.
《팝플 메일》은 니혼 팔콤의 이전작 《이스 III: 원더러스 프롬 이스》와 같이 RPG 요소가 있는 플랫폼 게임이다. 모험 중 각자 특기가 있는 메일, 타토, 가우 3명의 플레이어 캐릭터를 임의로 교체하며 플레이할 수 있는 것이 특징이다.
컴퓨터 플랫폼 출시 후 1994년, 휴넥스가 개발한 PC 엔진 CD판과 세가가 개발한 메가 CD판, 그리고 니혼 팔콤이 직접 이식한 슈퍼 패미컴판이 모두 같은 해 발매됐다. 2003년에는 보스텍이 개발한 휴대전화 이식판이 출시됐다.

## 반응
일본 잡지 〈패미통〉은 《팝플 메일》 슈퍼 패미컴판에 평점 24/40, PC 엔진 CD판에 23/40, 세가 CD판에 22/40를 부여했다.

## 참조

### 내용주
1. ↑  일본어: ぽっぷるメイル, 영어: Popful Mail